# التعليم الملهم
مجموعة التعليم المستوحاة هي: مجموعة تدير وتبني مدارس في أوروبا الشرق الأوسط وأفريقيا وأستراليا واللاتينية أمريكا.

## التاريخ
تأسست مجموعة التعليم المستوحاة على يد نديم نصولي في 2013 [1]، عندما استحوذت مجموعته على بيت ردم في جنوب إفريقيا.[2] منذ تأسيسه، قام بيت ردم بشراء وبناء 9 مدارس في جنوب إفريقيا، جنبًا إلى جنب مع المجموعة المدرسة الرئيسية، بيت ردمبيركشاير، قرب ووكينغهام، إنجلترا. المدرسة تم الاستيلاء على الأراضي في ويرنش كلية بيروود، في عام 2015 [2]
نصولي - المؤسس والرئيس التنفيذي ورئيس مجلس الإدارة - لديه عملت كمحام وكاستثمار مصرفي، وقد قاد المجموعة منذ إنشائها[3] رئيس مجموعة التعليم المستوحاة هو غرايم كروفورد، مدرس جنوب أفريقي ومؤسس بيت ردم [4] الدكتور ستيفن سبور هومدير التعليم الجماعي وكان مدير مدرسة وستمنستر في لندن من 2004 إلى 2015. [5] التحق مستوحاة في عام 2014 [6]
تم وصف إستراتيجية المجموعة بأنها «شراء وبناء»،[7][8] تنطوي على شراء المدارس الموجودة وكذلك بناء جديد المدارس. لديهامكاتب في لندن، ميلان، أوكلاند، بوغوتا، جوهانسبرغ، ودبي.[9]
المدارس في الدول الأوروبية الأخرى التي تشكل جزء من مجموعة التعليم المستوحاة تشمل سانت جورج المدرسة الدولية في سويسرا، [10] شارع مدرسة جون الدولية في بلجيكا،[11]. شارع مدرسة لويس في إيطاليا [12] وسوتوجراندي مدرسة دولية فياسبانيا. [13] في الوسط إيست، استحوذت المجموعة على المدرسة البريطانية في البحرين [3] مدارس أمريكا اللاتينية المستوحاة تشمل مدرسة بلو فالي في كوستاريكا،[14] كوليجيو سان ماتيو في كولومبيا، [15] وكلية كامبردج ليما في بيرو. [16] قامتشركة المستوحاة بتشغيل أكثر من 30 مدرسة [17] ، بحلول عام 2017، واعتبارًا من 2018 تم تعليم أكثر من 35000طالب في 46مدرسة. [18]

استحوذت مجموعة التعليم المستوحاة على جزء من نيوزيلندا أكبر مزود للتعليم الخاص كلية اميركا باليونان قسم مدارس التربية والتعليم 2018 من شركاء انصاف المحيط الهادي بحوالي 500 دولار مليون. [19]